# Antonín Schmidt
Antonín Schmidt, uváděn též jako Antonín Schmied (9. ledna 1820 Hořice – 19. září 1897 Nové Město nad Metují), byl český notář a politik, v 60. a 70. letech 19. století poslanec Českého zemského sněmu a Říšské rady.

## Biografie
Profesí byl notářem. Působil v obci Krościenko v nynějším Polsku a v Nasavrkách. V roce 1860 přesídlil do města Polná a otevřel si tu notářskou kancelář. Byl aktivní ve veřejném životě. Roku 1862 v Polné založil Čtenářskou besedu (později Měšťanská beseda), která měla roku 1865 120 členů. Spoluzakládal a předsedal pěveckému spolku Čestmír. Po dobu několika let zasedal v městské radě a byl prvním radním (zástupcem starosty). V nepřítomnosti starosty Antonína Pittnera fakticky vedl městskou samosprávu. Byl jmenován čestným měšťanem Polné.
V 60. letech 19. století se zapojil i do zemské politiky. Politicky patřil k Národní straně (staročeské). V zemských volbách v Čechách v lednu 1867 byl zvolen na Český zemský sněm v městské kurii (volební obvod Německý Brod – Polná – Humpolec). Do sněmu kandidoval poté, co zemřel dosavadní poslanec za tento volební okrsek Ligor Sadil. Mandát obhájil za týž obvod i v krátce poté konaných zemských volbách v březnu 1867.
V srpnu 1868 patřil mezi 81 signatářů státoprávní deklarace českých poslanců, v níž česká politická reprezentace odmítla centralistické směřování státu a hájila české státní právo. Čeští poslanci tehdy na protest praktikovali politiku pasivní rezistence, kdy bojkotovali práci zemského sněmu, byli za neomluvenou absenci zbavováni mandátů a pak opětovně manifestačně voleni. Sadil takto byl zbaven mandátu pro absenci v září 1868 a zvolen znovu v doplňovacích volbách v září 1869. Za svůj obvod byl do zemského sněmu zvolen i v řádných volbách v roce 1870 a volbách roku 1872. Česká pasivní rezistence tehdy trvala a tak po zbavení mandátu následovalo zvolení v doplňovacích volbách v říjnu 1873. V doplňovacích volbách roku 1874 již nekandidoval a místo něj v sněmu usedl mladočech Jakub Hruška.
Zasedal také od roku 1871 na Říšské radě (celostátní zákonodárný sbor), která tehdy ještě nebyla volena přímo, ale tvořena delegáty jednotlivých zemských sněmů. Vzhledem k politice pasivní rezistence se ale nedostavil se do sněmovny, proto jeho mandát byl 23. února 1872 prohlášen za zaniklý.
Dne 1. května 1871 se přestěhoval do Nového Města nad Metují. Zde zemřel v roce 1897.